# Dichromodes consignata
Dichromodes consignata là một loài bướm đêm thuộc họ Geometridae. Loài này có ở Úc.

## Hình ảnh

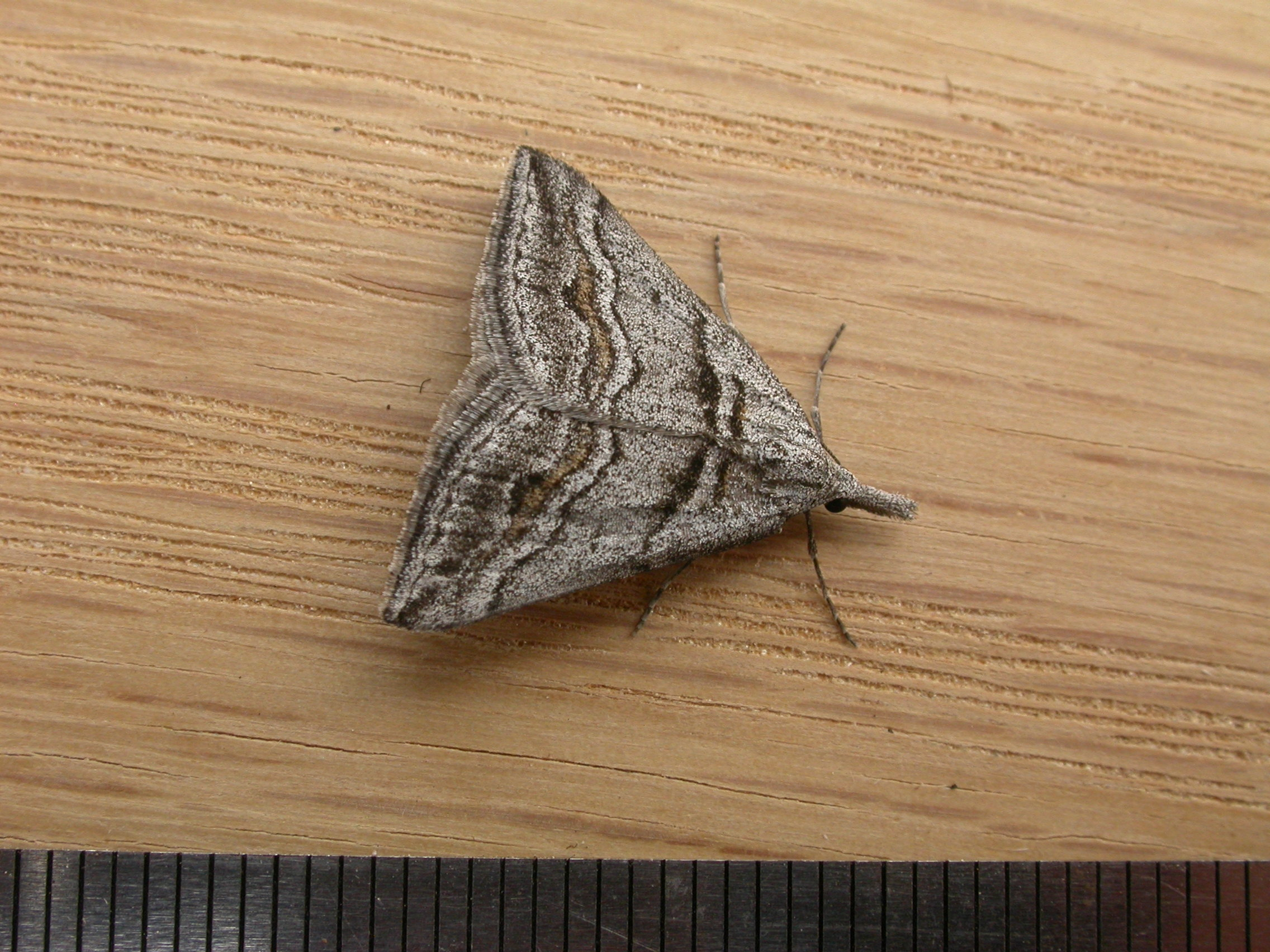
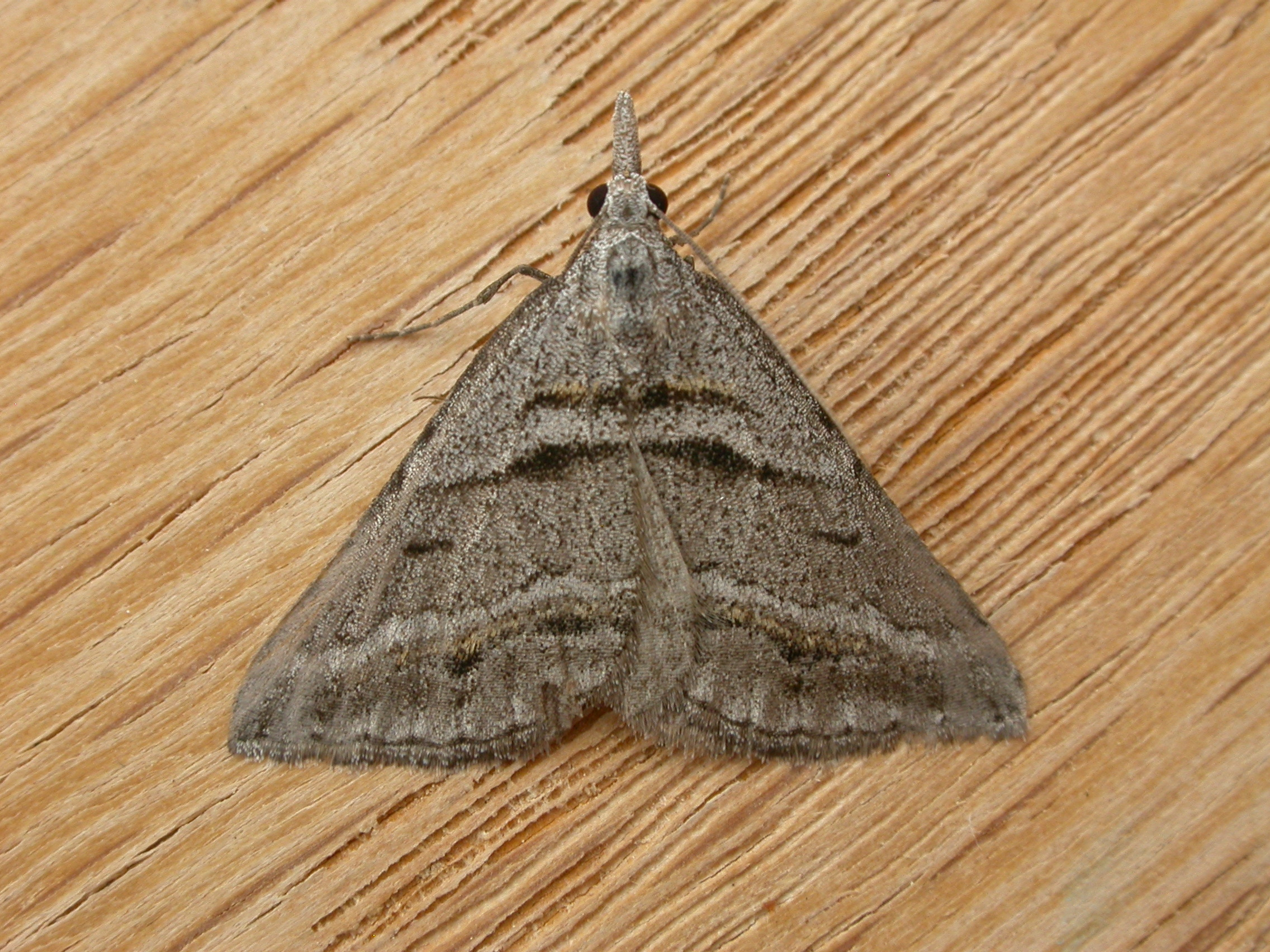
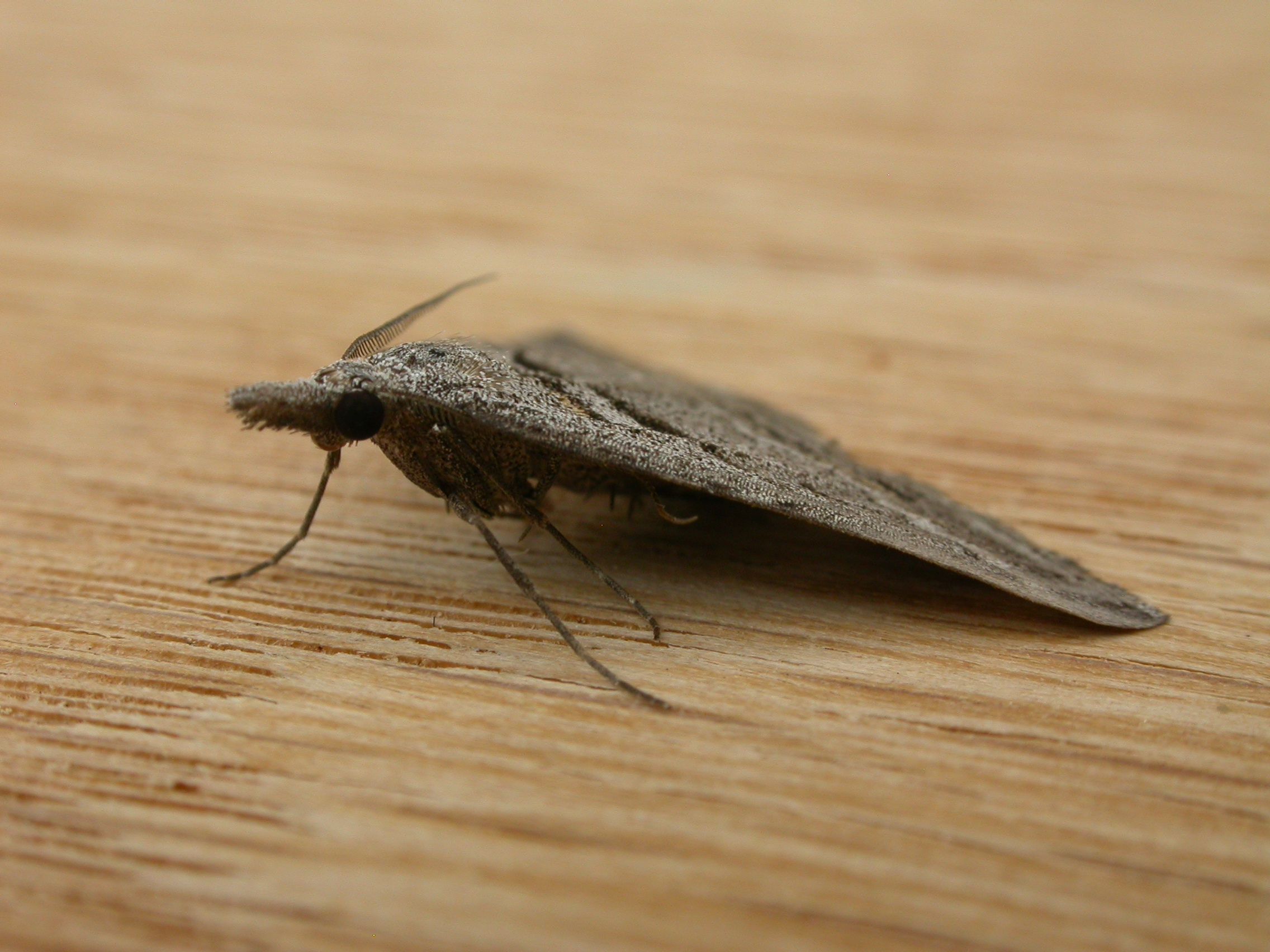
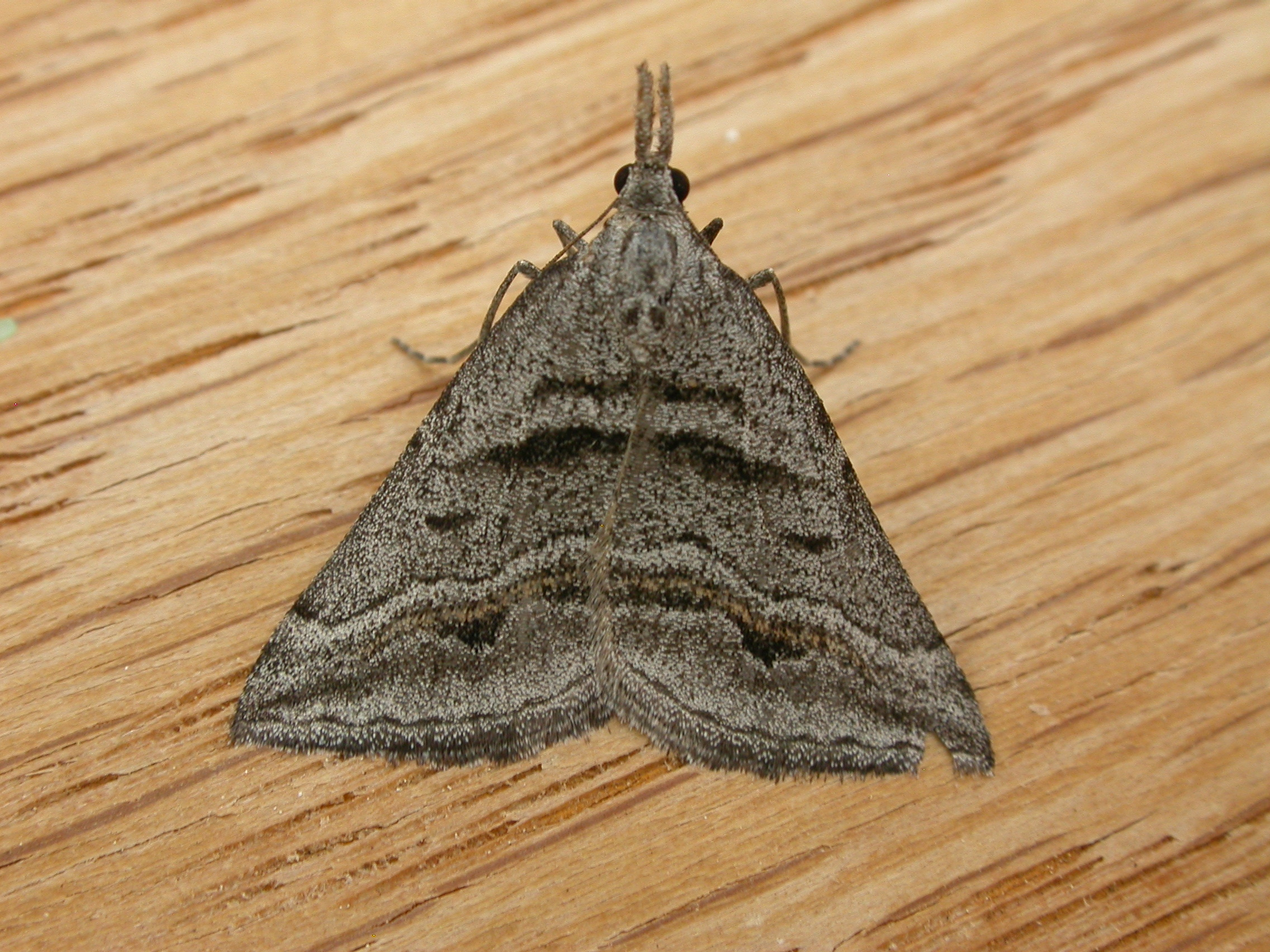